# Crowdy

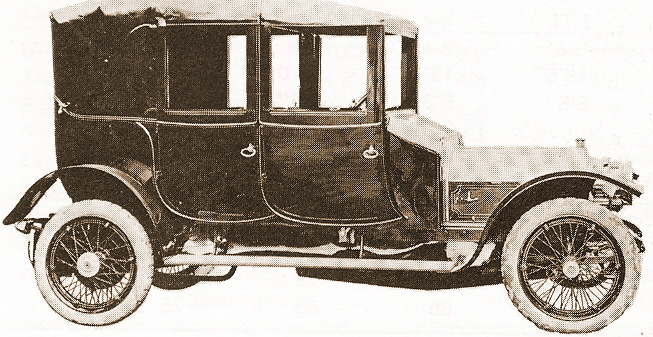
Crowdy (1911)

Die Crowdy Ltd. war ein britischer Automobilhersteller, der 1909 aus der Weigel Motors Ltd. in London entstand.
Von Weigel wurde auch ein Modell übernommen, das mit einem Vierzylinder-Reihenmotor mit 4.562 cm³ Hubraum ausgestattet war. Daneben wurden noch weitere Vierzylinder und ein Sechszylinder angeboten. Die Wagen der Oberklasse konnten sich allerdings auf dem Markt nicht durchsetzen und waren bereits 1913 wieder verschwunden.

## Modelle
| Modell   | Bauzeitraum | Zylinder | Hubraum  | Radstand     |
| -------- | ----------- | -------- | -------- | ------------ |
| 19/24 hp | 1909–1912   | 4 Reihe  | 2987 cm³ | 2896 mm      |
| 30 hp    | 1909–1912   | 4 Reihe  | 4562 cm³ | 2896 mm      |
| 29/34 hp | 1910–1912   | 6 Reihe  | 4742 cm³ | 3277–3581 mm |
| 39/45 hp | 1911–1912   | 4 Reihe  | 7096 cm³ | 3023 mm      |

## Quelle
- David Culshaw & Peter Horrobin: The Complete Catalogue of British Cars 1895–1975. Veloce Publishing plc. Dorchester (1999).  ISBN 1-874105-93-6